# Анагарика Дхармапала
Анагарика Дхармапала (1864 – 1933) е идеолог и организатор на възраждането на будизма в Индия, национален герой на Шри Ланка. През 1960 г. е учреден държавен празник в негова чест.

## Биография
Роден е в Коломбо (столицата на тогавашен Цейлон) в семейство на синхали будисти, но получава европейско образование под името Давид Хевавитарне в британските християнски мисии. Едновременно с това се обучава при будистки манастирски учители. На 20 години приема обет за безбрачие (отразено в новото му име Анагарика). Премества се да живее в резиденцията на Теософското общество, с чийто ръководител полковник Олкот пътешества в качеството си на преводач, срещал се с Елена Блаватска. През 1881 г. участва в тържественото ѝ посрещане на острова. Участва активно на Световния парламент на религиите в Чикаго през 1893 г., като изнася основните доклади от Индия по теософия и будизъм, получава световно признание заедно с Вивекананда – представител на хиндуизма.
Изучаването на будизма и социално-културните отношения в британската колония затвърдили в Анагарика убеждението за вредата от дейността на християнските мисии в Индия и в Шри Ланка, поради което той приема решение да посвети живота си в защита и възраждане на будизма (откъдето произлиза и второто му име Дхармапала). Работейки в будиската секция на Теософското общество, му се удало да пробуди интереса към възстановяването от руините на свещените места на будизма в Индия. В тази връзка в Цейлон през 1891 г. той създава обществото Маха Бодхи (Великото Просветление, см. Бодхи), чиято първоначална цел била възвръщането на земите в Бодх-гай заедно с древните руини от дворците на император Ашока в будистка собственост, след което да се възстановят, построявайки международен будистки център и университет. Като начало той успява да създаде първия през 20 век манастир (вихара) в Калкута при местното отделение на Маха Бодхи (1915 – 1920).
През 30-те години Николай Рьорих е в преписка с Дхармапала и му подарява своя картина „Буда“ и книги от личната си библиотека, включително на Елена Блаватска.
Последното му успешно начинание е възстановяването на будисткия център и строителството на манастирския коплекс с величествен храм в гр. Сарнат, мястото на първата проповед на Буда (близо до Варанаси). Церемонията по освещаването и откриването се състояла през 1931 г., а самият той две години по-късно бил погребан до храма. Главната му мечта – построяването на Бодх Гая била реализирана от неговите последователи по-късно.
Като реформатор на будизма Дхармапала се ръководел от преосмисляне на древните традиции, изнасяйки преосмисленото в публикации и лекции. Той бил уверен, че за будизма е пагубно, когато вярата заслепява очите, пречейки на развитието на разума, а духовното щастие не се постига чрез пожертвованията дадени на бог чрез идоли, а посредством неуморната дейност, че монасите трябва да допринасят с добри деяния в обществото, а не да очакват посетителите в манастирите. Той бил уверен, че религията и животът са неразривно свързани.
Първото споменаване на Теософията в България е през 1893 г., по случай блестящото представяне на Дхармапала на Теософския конгрес по време на Световния парламент на религиите в Чикаго. През 1998 г. експедиция „ИНДИЯ-98“ начело с Петър Крилов, Венцислав Симеонов и Тодор Ялъмов търсят картината на Рьорих в Сарнат. Намират я в служебната библиотека на Маха Бодхи, заедно с книги на Рьорих с автограф. Картината на Рьорих „Буда с учениците“ е съвсем непозната на специалистите и заедно с известната картина „Буда даващият“ (във Варанаси) са сред най-силните посветени на Буда.